# 廖龍星
廖龍星（1952年—），生於台灣台北市，企業家，為長春集團董事長。

## 生平
為長春集團創辦人廖銘昆之子。畢業於中興大學經濟學系，畢業後進入長春集團，主管財務。1999年，其父廖銘昆過世。2014年1月1日，長春集團成立總管理處，廖龍星接任長春集團董事長。